# Třetí Roháčské pleso
Třetí Roháčské pleso (slovensky Tretie Roháčske pleso) je horské ledovcové jezero na Slovensku. Patří do skupiny Roháčských ples, která se nacházejí v Roháčské dolině v Západních Tatrách. Má rozlohu 0,5800 ha. Je 123 m dlouhé a 64 m široké. Dosahuje hloubky 3,1 m. Leží v nadmořské výšce 1653 m.

## Vodní režim
Nemá povrchový přítok. Odtéká z něj Roháčský potok do Druhého Roháčského plesa. Rozměry jezera v průběhu času zachycuje tabulka:
| Rok   | Měření prováděl | Rozloha ha | Délka m | Šířka m | Hloubka max.m | Objem m³ |
| ----- | --------------- | ---------- | ------- | ------- | ------------- | -------- |
| [ 3 ] | WET             | 0,61       | 123     | 64      | 3,7           | [ 3 ]    |
| 2005  | Gregor, Pacl    | 0,5800     | [ 3 ]   | [ 3 ]   | 3,1           | 8169     |

## Okolí
Břeh je travnatý a částečně porostlý kosodřevinou.

## Přístup
Po severním a západním břehu vede  naučná stezka, která je přístupná pěšky v období od 16. června do 31. října.
- po  zelené turistické značce od bývalé Ťatliakové chaty
- po  modré a  zelené turistické značce od parkoviště Adamcula